# ترابری ریلی در نیکاراگوئه
حمل و نقل ریلی در نیکاراگوئه به بررسی وضعیت ترابری ریلی در کشور نیکاراگوئه می پردازد.

## تاریخچه
کلیه ترابری در این حوزه از سپتامبر ۲۰۰۱ به حالت تعلیق درآمده است  این وضعیت چندین دهه ادامه داشته است.
در گذشته، خطوط راه آهن با اندازه ریل ۳ فوت و ۶ اینچ (۱۰۶۷ میلی متر) در سواحل اقیانوس آرام وجود داشت که شهرهای بزرگ را به هم متصل می کرد. همچنین یک خط ریل استاندارد با اندازه 
۱٬۴۳۵ میلی‌متر (۴ فوت ۸ ۱⁄۲ اینچ) نیز قبلاً در سواحل اقیانوس اطلس فعال بود.

## وضعیت فعلی
از سال ۲۰۱۲، هیچ حمل و نقل ریلی در نیکاراگوئه وجود ندارد.